# 宿毛線
宿毛線（すくもせん）は、愛媛県宇和島市の宇和島駅から同県城辺町（現・愛南町）を経て、高知県中村市（現・四万十市）の中村駅を結ぶ計画だった日本鉄道建設公団による工事線の名称である。

## 概要
改正鉄道敷設法別表第103号「愛媛県八幡浜ヨリ卯之町、宮野下、宇和島ヲ経テ高知県中村ニ至ル鉄道及宮野下ヨリ分岐シテ高知県中村ニ至ル鉄道」のうち、前段の「…宇和島ヲ経テ高知県中村ニ至ル鉄道」の一部である。なお、同号の他の部分は予讃線・予土線として一部が開業している。
1964年に宿毛 - 中村間が工事線に昇格し、1974年に着工して建設が進められたが、開通に至る前に日本国有鉄道経営再建促進特別措置法（国鉄再建法）施行により工事中断。その後、接続する国鉄中村線（現 土佐くろしお鉄道中村線）を継承する土佐くろしお鉄道が併せて宿毛線の着工区間を開業・運営する方針を打ち出して建設が再開し、1997年に同鉄道宿毛線として開業した。
一方、宇和島 - 宿毛間は国鉄再建法施行の段階で未認可のため工事も未着工であり、引き受け手もなくそのまま未成線となった。その後、愛媛県が2011年に策定した「第五次愛媛県長期計画」では、宇和島 - 宿毛間について、予讃線の高縄半島短絡線構想と共に「採算性も考慮しながら長期的課題として検討を進めます」との文言が盛り込まれた。しかし、2019年に策定され、2021年に改訂された「第六次愛媛県長期計画『愛媛の未来づくりプラン』」においては、宇和島 - 宿毛間を含む在来線の新線建設に関する具体的な言及はなされていない。

## 路線データ
- 路線距離（営業キロ）：約78.4km（宇和島 - 中村、うち未成区間は約54.8km）
- 軌間：1067mm
- 駅数：9駅（起終点駅含む。宇和島 - 中村、うち未開業の宇和島 - 宿毛の途中駅は不明のため含まず）
- 複線区間：なし（全線単線）
- 電化区間：なし（全線非電化）
- 閉塞方式：自動閉塞式

## 歴史
- 1964年（昭和39年）
  - 4月22日 - 日本鉄道建設公団の調査線となる。
  - 9月28日 - 日本鉄道建設公団の工事線となる。
- 1965年（昭和40年）4月11日 - 着工祝賀式。
- 1972年（昭和47年）10月24日 - 工事実施計画を運輸大臣が認可。
- 1973年（昭和48年）4月23日 - 起工式。
- 1974年（昭和49年）
  - 2月27日 - 日本鉄道建設公団宿毛線中村鉄道建設所が開所。
  - 2月 - 工事着手。
- 1980年（昭和55年）12月27日 - 日本国有鉄道経営再建促進特別措置法が施行される。
- 1981年（昭和56年）10月 - 工事中断。
- 1986年（昭和61年）
  - 5月1日 - 土佐くろしお鉄道が設立。
  - 12月18日 - 地方鉄道業免許が申請される。
- 1987年（昭和62年）2月5日 - 地方鉄道業免許及び工事施行承認が申請される。
  - 2月12日 - 工事施行が認可。
  - 3月12日 - 工事再開。
- 1997年（平成9年）10月1日 宿毛 - 中村間が土佐くろしお鉄道宿毛線として開業。

## その他
宇和島 - 宿毛間の未成区間には宇和島自動車が路線バスを運行している。